# DDR-Einzelmeisterschaft im Schach 1956
Die 7. DDR-Einzelmeisterschaft im Schach fand im November 1956 in Leipzig statt.

## Allgemeines
Die Teilnehmer hatten sich über das sogenannte Dreiviertelfinale sowie ein System von Vorberechtigungen und Freiplätzen für diese Meisterschaft qualifiziert. 
Die Dreiviertelfinales fanden vom 17. Juni bis 3. Juli 1956 an drei getrennten Orten mit je einem Turnier für Damen und Herren statt.

## Meisterschaft der Herren
In Abwesenheit von Titelverteidiger Wolfgang Uhlmann holte Reinhart Fuchs seinen zweiten DDR-Meistertitel. Mit Malich, Golz und Liebert debütierten drei Spieler, die sich über einen längeren Zeitraum in der Spitzengruppe behaupten sollten.
Lange sah es nach einem Titelgewinn für Werner Breustedt aus. Er schlug in der 12. Runde seinen härtesten Rivalen Reinhart Fuchs und hatte zwei Runden vor Schluss 1½ Punkte Vorsprung. Doch er unterlag in den beiden letzten Runden gegen Jüttler und Malich, während Fuchs mit Siegen über Handel und Knothe noch an ihm vorbeizog.

### Abschlusstabelle
|    | Teilnehmer         | 01 | 02 | 03 | 04 | 05 | 06 | 07 | 08 | 09 | 10 | 11 | 12 | 13 | 14 | 15 | 16 | Punkte |
| -- | ------------------ | -- | -- | -- | -- | -- | -- | -- | -- | -- | -- | -- | -- | -- | -- | -- | -- | ------ |
| 01 | Reinhart Fuchs     |    | 0  | ½  | 1  | 1  | ½  | 1  | ½  | 1  | ½  | 0  | 1  | 1  | 1  | 1  | 1  | 11     |
| 02 | Werner Breustedt   | 1  |    | 1  | 1  | 0  | 1  | 0  | ½  | 1  | 0  | ½  | ½  | 1  | 1  | 1  | 1  | 10½    |
| 03 | Dieter Bertholdt   | ½  | 0  |    | ½  | 1  | ½  | ½  | 1  | 1  | 0  | 1  | ½  | 1  | 1  | 0  | 1  | 09½    |
| 04 | Sieghart Dittmann  | 0  | 0  | ½  |    | ½  | 1  | ½  | ½  | 0  | 1  | 1  | 1  | 1  | ½  | ½  | 1  | 09     |
| 05 | Helmut Jüttler     | 0  | 1  | 0  | ½  |    | ½  | 1  | 1  | 0  | 1  | 1  | ½  | 1  | ½  | ½  | 0  | 08½    |
| 06 | Siegfried Mühlberg | ½  | 0  | ½  | 0  | ½  |    | ½  | 0  | 1  | 0  | 1  | 1  | 1  | 1  | ½  | 1  | 08½    |
| 07 | Burkhard Malich    | 0  | 1  | ½  | ½  | 0  | ½  |    | ½  | 0  | 1  | ½  | 1  | ½  | ½  | 1  | ½  | 08     |
| 08 | Albert Zirngibl    | ½  | ½  | 0  | ½  | 0  | 1  | ½  |    | 0  | 1  | ½  | 1  | ½  | ½  | 1  | ½  | 08     |
| 09 | Werner Golz        | 0  | 0  | 0  | 1  | 1  | 0  | 1  | 1  |    | 1  | ½  | 0  | ½  | ½  | ½  | 1  | 08     |
| 10 | Joachim Franz      | ½  | 1  | 1  | 0  | 0  | 1  | 0  | 0  | 0  |    | ½  | 0  | ½  | 1  | 1  | ½  | 07     |
| 11 | Heinz Liebert      | 1  | ½  | 0  | 0  | 0  | 0  | ½  | ½  | ½  | ½  |    | 1  | ½  | ½  | ½  | 1  | 07     |
| 12 | Erich Bauer        | 0  | ½  | ½  | 0  | ½  | 0  | 0  | 0  | 1  | 1  | 0  |    | ½  | ½  | 1  | 1  | 06½    |
| 13 | Manfred Kahn       | 0  | 0  | 0  | 0  | 0  | 0  | ½  | ½  | ½  | ½  | ½  | ½  |    | ½  | 1  | 1  | 05½    |
| 14 | Horst Rittner      | 0  | 0  | 0  | ½  | ½  | 0  | ½  | ½  | ½  | 0  | ½  | ½  | ½  |    | ½  | ½  | 05     |
| 15 | Horst Handel       | 0  | 0  | 1  | ½  | ½  | ½  | 0  | 0  | ½  | 0  | ½  | 0  | 0  | ½  |    | 0  | 04     |
| 16 | Karl Knothe        | 0  | 0  | 0  | 0  | 1  | 0  | ½  | ½  | 0  | ½  | 0  | 0  | 0  | ½  | 1  |    | 04     |

### Dreiviertelfinale
in Rüdersdorf vom 17. Juni bis 1. Juli 1956
|    | Teilnehmer          | 01 | 02 | 03 | 04 | 05 | 06 | 07 | 08 | 09 | 10 | 11 | 12 | 13 | 14 | 15 | 16 | Punkte |
| -- | ------------------- | -- | -- | -- | -- | -- | -- | -- | -- | -- | -- | -- | -- | -- | -- | -- | -- | ------ |
| 01 | Johannes Eising     |    | ½  | ½  | 1  | ½  | 1  | 1  | ½  | 1  | 1  | 1  | 1  | ½  | 1  | ½  | 1  | 12     |
| 02 | Bodo Starck         | ½  |    | 1  | ½  | 1  | ½  | ½  | ½  | 1  | 1  | ½  | 1  | ½  | ½  | 0  | 1  | 10     |
| 03 | Werner Golz         | ½  | 0  |    | ½  | 1  | 0  | 1  | ½  | 1  | ½  | ½  | 1  | ½  | 1  | 1  | 1  | 10     |
| 04 | Horst Handel        | 0  | ½  | ½  |    | 1  | 0  | ½  | ½  | 0  | 1  | ½  | 1  | 1  | 1  | 1  | 1  | 09½    |
| 05 | Horst Rittner       | ½  | 0  | 0  | 0  |    | ½  | 1  | 1  | 0  | 1  | 1  | ½  | 1  | 1  | 1  | 1  | 09½    |
| 06 | Rudolf Elstner      | 0  | ½  | 1  | 1  | ½  |    | 0  | ½  | 1  | 0  | 1  | 0  | 1  | 1  | ½  | 1  | 09     |
| 07 | Ullrich Brümmer     | 0  | ½  | 0  | ½  | 0  | 1  |    | ½  | 1  | ½  | 1  | 0  | 1  | 1  | 1  | ½  | 08½    |
| 08 | Franz Stahl         | ½  | ½  | ½  | ½  | 0  | ½  | ½  |    | ½  | 0  | ½  | ½  | ½  | 1  | ½  | ½  | 07     |
| 09 | Ernst Bönsch        | 0  | 0  | 0  | 1  | 1  | 0  | 0  | ½  |    | 1  | 0  | 1  | ½  | 1  | 1  | 0  | 07     |
| 10 | Werner Stern        | 0  | 0  | ½  | 0  | 0  | 1  | ½  | 1  | 0  |    | ½  | ½  | ½  | ½  | 1  | 1  | 07     |
| 11 | Olaf Thal           | 0  | ½  | ½  | ½  | 0  | 0  | 0  | ½  | 1  | ½  |    | 1  | 0  | ½  | ½  | 1  | 06½    |
| 12 | Eberhard Geissert   | 0  | 0  | 0  | 0  | ½  | 1  | 1  | ½  | 0  | ½  | 0  |    | 1  | ½  | 1  | ½  | 06½    |
| 13 | Eberhard Schweitzer | ½  | ½  | ½  | 0  | 0  | 0  | 0  | ½  | ½  | ½  | 1  | 0  |    | 0  | ½  | ½  | 05     |
| 14 | W. Jacubowski       | 0  | ½  | 0  | 0  | 0  | 0  | 0  | 0  | 0  | ½  | ½  | ½  | 1  |    | ½  | 1  | 04½    |
| 15 | R. Hohlfeldt        | ½  | 1  | 0  | 0  | 0  | ½  | 0  | ½  | 0  | 0  | ½  | 0  | ½  | ½  |    | 0  | 04     |
| 16 | M. Rathai           | 0  | 0  | 0  | 0  | 0  | 0  | ½  | ½  | 1  | 0  | 0  | ½  | ½  | 0  | 1  |    | 04     |

in Schkopau vom 17. Juni bis 1. Juli 1956
|    | Teilnehmer            | 01 | 02 | 03 | 04 | 05 | 06 | 07 | 08 | 09 | 10 | 11 | 12 | 13 | 14 | 15 | 16 | Punkte |
| -- | --------------------- | -- | -- | -- | -- | -- | -- | -- | -- | -- | -- | -- | -- | -- | -- | -- | -- | ------ |
| 01 | Dieter Bertholdt      |    | ½  | 1  | ½  | ½  | ½  | 0  | 1  | ½  | 1  | 1  | ½  | 1  | ½  | 1  | 1  | 10½    |
| 02 | Werner Breustedt      | ½  |    | ½  | 1  | 1  | 0  | ½  | ½  | 1  | 0  | ½  | 1  | 1  | 1  | 1  | 1  | 10½    |
| 03 | Bernhard Dorawa       | 0  | ½  |    | ½  | ½  | 0  | 1  | 1  | 1  | 1  | 1  | 0  | ½  | 1  | 1  | 1  | 10     |
| 04 | Burkhard Malich       | ½  | 0  | ½  |    | 0  | ½  | 1  | 1  | ½  | 1  | 1  | 1  | 1  | ½  | 1  | 0  | 09½    |
| 05 | Alfred Weigelt        | ½  | 0  | ½  | 1  |    | 1  | 0  | 0  | 1  | 0  | 1  | ½  | 1  | 1  | 1  | 1  | 09½    |
| 06 | Siegfried Mühlberg    | ½  | 1  | 1  | ½  | 0  |    | 0  | ½  | 1  | ½  | 0  | 1  | ½  | 1  | ½  | 1  | 09     |
| 07 | Hans Burzlaff         | 1  | ½  | 0  | 0  | 1  | 1  |    | 0  | ½  | 1  | 1  | 0  | ½  | 1  | 0  | 0  | 07½    |
| 08 | Werner Granitzki      | 0  | ½  | 0  | 0  | 1  | ½  | 1  |    | 0  | 0  | 0  | 1  | ½  | 1  | 1  | 1  | 07½    |
| 09 | Rolf Schlieder        | ½  | 0  | 0  | ½  | 0  | 0  | ½  | 1  |    | 1  | ½  | 1  | 0  | 1  | ½  | 1  | 07½    |
| 10 | Manfred Dohnow        | 0  | 1  | 0  | 0  | 1  | ½  | 0  | 1  | 0  |    | ½  | 1  | 1  | 0  | 1  | 0  | 07     |
| 11 | Alfred Strässer       | 0  | ½  | 0  | 0  | 0  | 1  | 0  | 1  | ½  | ½  |    | 0  | ½  | ½  | 1  | 1  | 06½    |
| 12 | Hans-Joachim Kallas   | ½  | 0  | 1  | 0  | ½  | 0  | 1  | 0  | 0  | 0  | 1  |    | 0  | ½  | 1  | ½  | 06     |
| 13 | Hans-Joachim Birkholz | 0  | 0  | ½  | 0  | 0  | ½  | ½  | ½  | 1  | 0  | ½  | 1  |    | ½  | 0  | 1  | 06     |
| 14 | Karl-Heinz Folgmann   | ½  | 0  | 0  | ½  | 0  | 0  | 0  | 0  | 0  | 1  | ½  | ½  | ½  |    | 1  | 1  | 05½    |
| 15 | O. Zeh                | 0  | 0  | 0  | 0  | 0  | ½  | 1  | 0  | ½  | 0  | 0  | 0  | 1  | 0  |    | 1  | 04     |
| 16 | Franz Naujoks         | 0  | 0  | 0  | 1  | 0  | 0  | 1  | 0  | 0  | 1  | 0  | ½  | 0  | 0  | 0  |    | 03½    |

in Tharandt vom 18. Juni bis 3. Juli 1956
|    | Teilnehmer      | 01 | 02 | 03 | 04 | 05 | 06 | 07 | 08 | 09 | 10 | 11 | 12 | 13 | 14 | 15 | Punkte |
| -- | --------------- | -- | -- | -- | -- | -- | -- | -- | -- | -- | -- | -- | -- | -- | -- | -- | ------ |
| 01 | Joachim Franz   |    | ½  | ½  | 0  | ½  | 1  | 1  | 1  | 1  | 1  | 1  | 1  | ½  | 1  | ½  | 10½    |
| 02 | Karl Knothe     | ½  |    | ½  | 0  | 1  | ½  | ½  | 1  | 1  | 0  | ½  | 1  | 1  | ½  | 1  | 09     |
| 03 | Manfred Kahn    | ½  | ½  |    | ½  | ½  | 1  | 1  | ½  | ½  | ½  | 1  | ½  | ½  | ½  | ½  | 08½    |
| 04 | Albert Zirngibl | 1  | 1  | ½  |    | ½  | 0  | ½  | 0  | ½  | 1  | ½  | ½  | 1  | ½  | 1  | 08½    |
| 05 | Helmut Jüttler  | ½  | 0  | ½  | ½  |    | ½  | ½  | ½  | ½  | 1  | 1  | 1  | 1  | ½  | ½  | 08½    |
| 06 | Erich Bauer     | 0  | ½  | 0  | 1  | ½  |    | ½  | 1  | ½  | 1  | 0  | ½  | 1  | ½  | 1  | 08     |
| 07 | Klaus Möckel    | 0  | ½  | 0  | ½  | ½  | ½  |    | 0  | 1  | ½  | ½  | 1  | 1  | ½  | 1  | 07½    |
| 08 | H. Richter      | 0  | 0  | ½  | 1  | ½  | 0  | 1  |    | ½  | ½  | ½  | 0  | ½  | 1  | ½  | 06½    |
| 09 | Klaus Hartmann  | 0  | 0  | ½  | ½  | ½  | ½  | 0  | ½  |    | ½  | 1  | ½  | ½  | ½  | 1  | 06½    |
| 10 | R. Müller       | 0  | 1  | ½  | 0  | 0  | 0  | ½  | ½  | ½  |    | ½  | 0  | 0  | 1  | 1  | 05½    |
| 11 | Günther Möhring | 0  | ½  | 0  | ½  | 0  | 1  | ½  | ½  | 0  | ½  |    | 0  | 0  | 1  | 1  | 05½    |
| 12 | Fritz Nüsken    | 0  | 0  | ½  | ½  | 0  | ½  | 0  | 1  | ½  | 1  | 1  |    | 0  | ½  | 0  | 05½    |
| 13 | Horst Kunz      | ½  | 0  | ½  | 0  | 0  | 0  | 0  | ½  | ½  | 1  | 1  | 1  |    | 0  | ½  | 05½    |
| 14 | Peter Mannsfeld | 0  | ½  | ½  | ½  | ½  | ½  | ½  | 0  | ½  | 0  | 0  | ½  | 1  |    | 0  | 05     |
| 15 | Walther         | ½  | 0  | ½  | 0  | ½  | 0  | 0  | ½  | 0  | 0  | 0  | 1  | ½  | 1  |    | 04½    |

## Meisterschaft der Damen
Nach längerer Pause trat die Weltklasse-Spielerin Edith Keller-Herrmann wieder zur DDR-Meisterschaft der Frauen an und gewann überzeugend. Sie gewann die letzten sechs Partien und überholte damit noch die lange in Führung liegende Luise Baumann.

### Abschlusstabelle
|    | Teilnehmer             | 01 | 02 | 03 | 04 | 05 | 06 | 07 | 08 | 09 | 10 | 11 | 12 | 13 | 14 | 15 | Punkte |
| -- | ---------------------- | -- | -- | -- | -- | -- | -- | -- | -- | -- | -- | -- | -- | -- | -- | -- | ------ |
| 01 | Edith Keller-Herrmann  |    | 1  | ½  | ½  | 1  | 1  | 0  | 1  | 1  | 1  | 1  | 1  | 1  | 1  | 1  | 12     |
| 02 | Luise Baumann          | 0  |    | ½  | ½  | ½  | 1  | 1  | 1  | ½  | 1  | 1  | 1  | 1  | 1  | 1  | 11     |
| 03 | Ursula Altrichter      | ½  | ½  |    | 0  | 0  | 1  | ½  | 1  | 1  | 1  | 1  | 1  | 1  | 1  | 1  | 10½    |
| 04 | Mira Kremer            | ½  | ½  | 1  |    | 1  | ½  | 0  | 1  | 1  | ½  | 1  | ½  | ½  | 1  | ½  | 09½    |
| 05 | Anita Karau            | 0  | ½  | 1  | 0  |    | 0  | 0  | 1  | 1  | ½  | ½  | 1  | 0  | 1  | 1  | 07½    |
| 06 | Margarete Kleinschmidt | 0  | 0  | 0  | ½  | 1  |    | 0  | 1  | ½  | 1  | 1  | ½  | ½  | ½  | 1  | 07½    |
| 07 | I. Heuchert            | 1  | 0  | ½  | 1  | 1  | 1  |    | 0  | 1  | ½  | 0  | 0  | ½  | 0  | ½  | 07     |
| 08 | Fränze Janetzko        | 0  | 0  | 0  | 0  | 0  | 0  | 1  |    | 0  | ½  | 1  | 1  | 1  | 1  | 1  | 06½    |
| 09 | Gerda Kupka            | 0  | ½  | 0  | 0  | 0  | ½  | 0  | 1  |    | 0  | 0  | 1  | 1  | 1  | 1  | 06     |
| 10 | Martha Daunke          | 0  | 0  | 0  | ½  | ½  | 0  | ½  | ½  | 1  |    | 0  | 1  | ½  | 0  | 1  | 05½    |
| 11 | Irmgard Falk           | 0  | 0  | 0  | 0  | ½  | 0  | 1  | 0  | 1  | 1  |    | 0  | ½  | 1  | 0  | 05     |
| 12 | Renate Kirchhammer     | 0  | 0  | 0  | ½  | 0  | ½  | 1  | 0  | 0  | 0  | 1  |    | 0  | 1  | 1  | 05     |
| 13 | Elfriede Funke         | 0  | 0  | 0  | ½  | 1  | ½  | ½  | 0  | 0  | ½  | ½  | 1  |    | 0  | 0  | 04½    |
| 14 | Maria Wahl             | 0  | 0  | 0  | 0  | 0  | ½  | 1  | 0  | 0  | 1  | 0  | 0  | 1  |    | ½  | 04     |
| 15 | Ursula Pohl            | 0  | 0  | 0  | ½  | 0  | 0  | ½  | 0  | 0  | 0  | 1  | 0  | 1  | ½  |    | 03½    |

### Dreiviertelfinale
in Rüdersdorf vom 21. Juni bis 1. Juli 1956
|    | Teilnehmer         | 01 | 02 | 03 | 04 | 05 | 06 | 07 | 08 | 09 | 10 | 11 | 12 | Punkte |
| -- | ------------------ | -- | -- | -- | -- | -- | -- | -- | -- | -- | -- | -- | -- | ------ |
| 01 | Luise Baumann      |    | 1  | 1  | ½  | 1  | 0  | 1  | 1  | 1  | 1  | 1  | 1  | 9½     |
| 02 | Fränze Janetzko    | 0  |    | 1  | ½  | ½  | 1  | 1  | ½  | 1  | 1  | 1  | 1  | 8½     |
| 03 | Martha Daunke      | 0  | 0  |    | ½  | 0  | 1  | 1  | 1  | 1  | 1  | 1  | 1  | 7½     |
| 04 | Anita Karau        | ½  | ½  | ½  |    | 0  | 1  | 0  | 1  | 0  | 1  | 1  | 1  | 6½     |
| 05 | Brigitte Grabow    | 0  | ½  | 1  | 1  |    | 1  | 1  | 0  | 0  | 0  | 0  | 1  | 5½     |
| 06 | Ilse Haferkorn     | 1  | 0  | 0  | 0  | 0  |    | ½  | 1  | 1  | 0  | 1  | 1  | 5½     |
| 07 | Helga Heinold      | 0  | 0  | 0  | 1  | 0  | ½  |    | ½  | 1  | ½  | ½  | 1  | 5      |
| 08 | Gerda Alter        | 0  | ½  | 0  | 0  | 1  | 0  | ½  |    | 0  | ½  | 1  | 1  | 4½     |
| 09 | Johanna Feierabend | 0  | 0  | 0  | 1  | 1  | 0  | 0  | 1  |    | 1  | 0  | 0  | 4      |
| 10 | E. Hobohm          | 0  | 0  | 0  | 0  | 1  | 1  | ½  | ½  | 0  |    | 0  | 1  | 4      |
| 11 | I. Held            | 0  | 0  | 0  | 0  | 1  | 0  | ½  | 0  | 1  | 1  |    | 0  | 3½     |
| 12 | Alice Falk         | 0  | 0  | 0  | 0  | 0  | 0  | 0  | 0  | 1  | 0  | 1  |    | 2      |

in Schkopau vom 21. Juni bis 1. Juli 1956
|    | Teilnehmer             | 01 | 02 | 03 | 04 | 05 | 06 | 07 | 08 | 09 | 10 | 11 | 12 | Punkte |
| -- | ---------------------- | -- | -- | -- | -- | -- | -- | -- | -- | -- | -- | -- | -- | ------ |
| 01 | Elfriede Funke         |    | ½  | 1  | 1  | 1  | 0  | 1  | 1  | 1  | 1  | ½  | ½  | 8½     |
| 02 | Mira Kremer            | ½  |    | 1  | 1  | ½  | 1  | ½  | 1  | ½  | ½  | 1  | 1  | 8½     |
| 03 | Margarete Kleinschmidt | 0  | 0  |    | 1  | 1  | ½  | 1  | ½  | 1  | 1  | 1  | ½  | 7½     |
| 04 | I. Heuchert            | 0  | 0  | 0  |    | 1  | ½  | 1  | 1  | 1  | ½  | 1  | 1  | 7      |
| 05 | Gerda Kupka            | 0  | ½  | 0  | 0  |    | 1  | 1  | ½  | 1  | 1  | 1  | 1  | 7      |
| 06 | Irmgard Schlieder      | 1  | 0  | ½  | ½  | 0  |    | ½  | ½  | 1  | 1  | 0  | 1  | 6      |
| 07 | Dorothea Hensel        | 0  | ½  | 0  | 0  | 0  | ½  |    | ½  | 1  | ½  | 1  | 1  | 5      |
| 08 | Irene Winter           | 0  | 0  | ½  | 0  | ½  | ½  | ½  |    | 0  | ½  | 1  | 1  | 4½     |
| 09 | Klara Zbikowski        | 0  | ½  | 0  | 0  | 0  | 0  | 0  | 1  |    | ½  | 1  | 1  | 4      |
| 10 | Irene Müller           | 0  | ½  | 0  | ½  | 0  | 0  | ½  | ½  | ½  |    | 1  | 0  | 3½     |
| 11 | H. Schmidt             | ½  | 0  | 0  | 0  | 0  | 1  | 0  | 0  | 0  | 0  |    | 1  | 2½     |
| 12 | Regina Transfeld       | ½  | 0  | ½  | 0  | 0  | 0  | 0  | 0  | 0  | 1  | 0  |    | 2      |

in Tharandt vom 21. Juni bis 3. Juli 1956
|    | Teilnehmer         | 01 | 02 | 03 | 04 | 05 | 06 | 07 | 08 | 09 | 10 | 11 | Punkte |
| -- | ------------------ | -- | -- | -- | -- | -- | -- | -- | -- | -- | -- | -- | ------ |
| 01 | Ursula Pohl        |    | ½  | 1  | ½  | ½  | 1  | ½  | 0  | ½  | 1  | 1  | 6½     |
| 02 | Renate Kirchhammer | ½  |    | ½  | ½  | ½  | ½  | 1  | 1  | 1  | 0  | 1  | 6½     |
| 03 | Maria Wahl         | 0  | ½  |    | ½  | 1  | 1  | ½  | ½  | ½  | 1  | 1  | 6½     |
| 04 | Hildegard Heucke   | ½  | ½  | ½  |    | 0  | ½  | 0  | 1  | 1  | 1  | 1  | 6      |
| 05 | Elfriede Paschke   | ½  | ½  | 0  | 1  |    | 0  | 1  | 1  | ½  | ½  | 1  | 6      |
| 06 | Elise Vogel        | 0  | ½  | 0  | ½  | 1  |    | ½  | ½  | 1  | 1  | ½  | 5½     |
| 07 | Anni Überscher     | ½  | 0  | ½  | 1  | 0  | ½  |    | 1  | ½  | ½  | 0  | 4½     |
| 08 | Christa Müthsam    | 1  | 0  | ½  | 0  | 0  | ½  | 0  |    | ½  | 1  | 1  | 4½     |
| 09 | Ilse Kraut         | ½  | 0  | ½  | 0  | ½  | 0  | ½  | ½  |    | 0  | 1  | 3½     |
| 10 | Gertrud Schameitat | 0  | 1  | 0  | 0  | ½  | 0  | ½  | 0  | 1  |    | 0  | 3      |
| 11 | Strauß             | 0  | 0  | 0  | 0  | 0  | ½  | 1  | 0  | 0  | 1  |    | 2½     |

## Jugendmeisterschaften
| Altersklasse | männlich             | weiblich                      |
| ------------ | -------------------- | ----------------------------- |
| Jugend       | Lothar Zinn (Erfurt) | Waltraud Schameitat (Cottbus) |
| Schüler      |                      | Rötger (Jena)                 |